# 伊冯·爱利曼
伊馮·瑪麗安·愛利曼（英語：Yvonne Marianne Elliman，1951年12月29日—），是美國籍歌手，詞曲作者和女演員。在音樂劇《耶穌基督，萬世巨星》的首演中，表演了四年之久。 她在1970年代有多首成名曲，其中《如果我不能擁有你》（If I Can't Have You）獲得全美第一名； 這首歌在《成人當代類》（Adult Contemporary）排行榜上也排名第九。 另一曲她翻唱自芭芭拉·劉易斯的 （Hello Stranger）也在《成人當代類》排行榜上排名第一；而《愛我》（Love Me）一曲也曾排名第五。她擁有三首單曲進入前十名。在1980和1990年，她中斷演出。在2004年，她以歌手兼作詞人的身份推復出了復出專輯。